# Hiéroglyphe égyptien F47
L'intestin enroulé dans le sens anti-horaire, en hiéroglyphes égyptiens, est classifié dans la section F « Parties de mammifères » de la liste de Gardiner ; il y est noté F47.

## Représentation
Il représente un intestin enroulé dans le sens anti-horaire le pliant en deux fois. Il est translittéré pẖr. 

## Utilisation
| F46 |

| F46 |

| p · F47 | r |

| p · F47 | r |

| M11 |

| M11 |

Il ne doit pas être confondu avec :
| F46 |

| F46 |

| F48 |

| F48 |

| F49 |

| F49 |